# Slutvärn

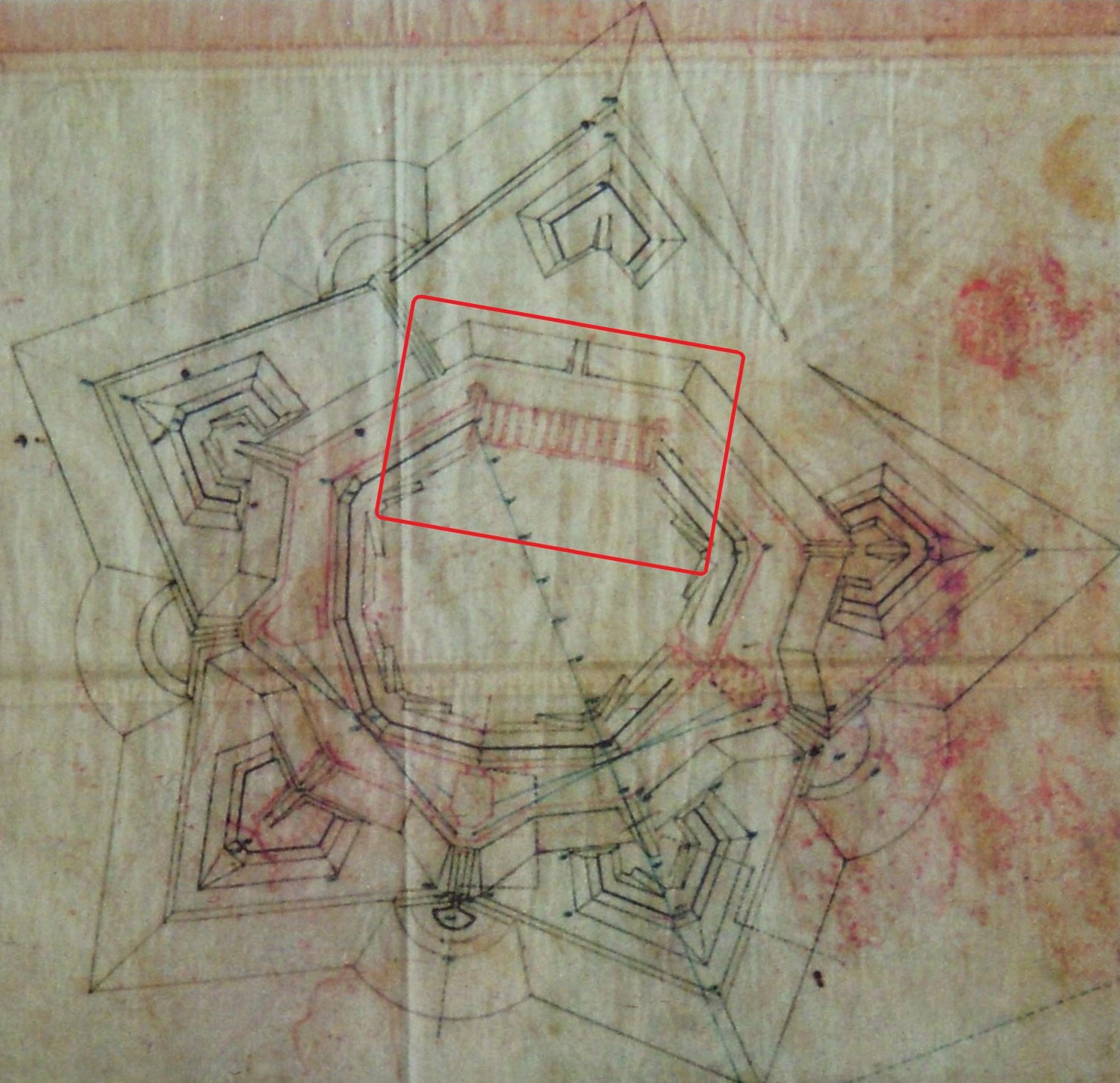
Johanneshovs skans, slutvärnet inom röd ram.

Ett slutvärn är en del av en äldre befästningsanläggning.
Slutvärnet låg innanför huvudvallen av exempelvis en skans med uppgift att bilda en ny försvarsfront vid fientlig stormning av fästningen. Det förekom enskilda slutvärn, belägna i ryggen på en bastion eller allmänna som kunde sträcka sig bakom flera fronter.
Exempel för enskilda slutvärn i Sverige är det fullständigt bevarade, 678 meter långa slutvärnet i Karlsborgs fästning och Johanneshovs skans som aldrig slutfördes.